# Ensaio Jominy

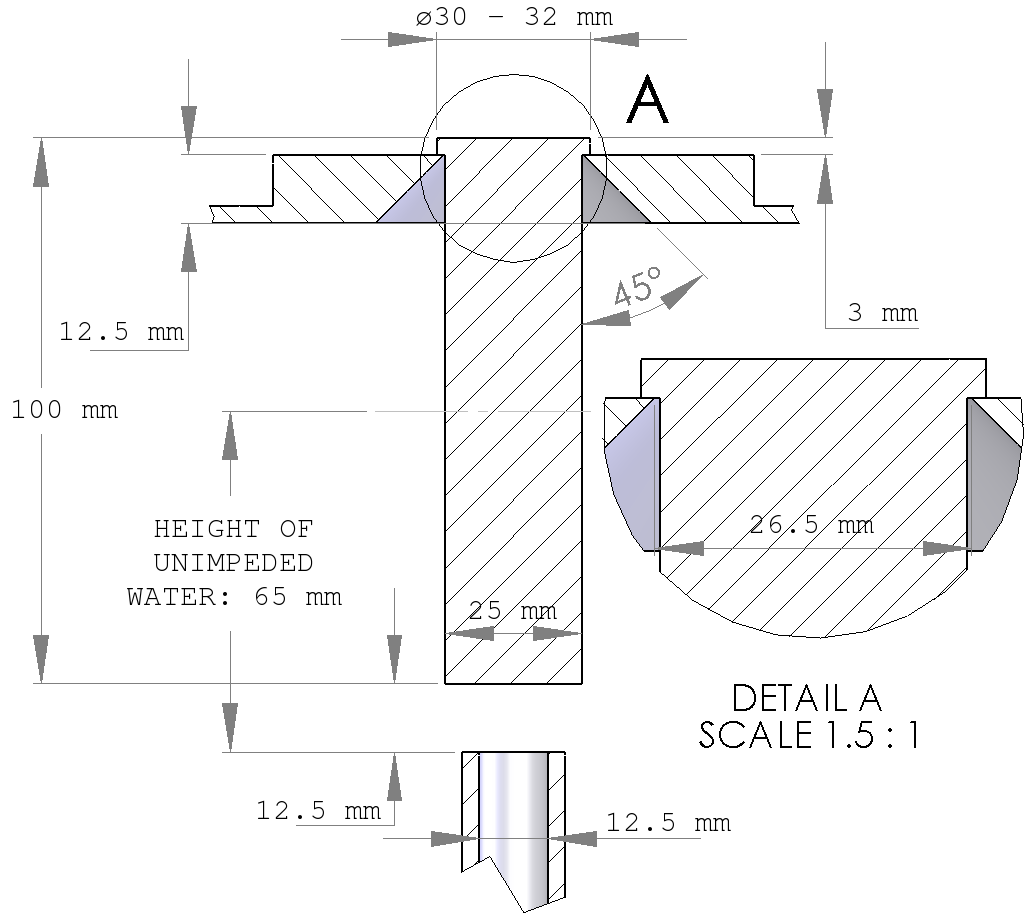
Seção transversal do corpo de prova Jominy

O ensaio Jominy, em metalurgia, é designado para avaliar a temperabilidade de um aço, ou seja, a capacidade de se obter martensita por tratamento térmico de têmpera. Consiste num dispositivo onde se coloca um corpo de prova cilíndrico, austenitizado, sobre um jato de água, até seu total resfriamento. Em seguida é feita a medida de dureza ao longo de todo o seu eixo axial.

## Procedimento
O procedimento do ensaio é descrito na norma ASTM A255.
- Austenitização: O corpo de prova cilíndrico, com 1" de diametro x 4" de comprimento, é colocado em um forno a uma temperatura na faixa de 900°C durante um período de 30 minutos.

- Resfriamento: Após a austenitização, o corpo de prova é colocado em um dispositivo onde recebe um jato de água, de um tubo de 10mm de diametro colocado pouco abaixo de sua base, regulado a uma pressão correspondente a altura livre de 65mm.

- Medição de Dureza: A dureza é medida em Rockwell C (HRC) a partir de um corte transversal à peça em intervalos de 1/16"